# Microgeshna laportei
Microgeshna laportei là một loài bướm đêm trong họ Crambidae.